# 国立旧一期校・二期校
国立旧一期校（こくりつきゅういっきこう）および国立旧二期校（こくりつきゅうにきこう）は、1949年（昭和24年）から1978年（昭和53年）までの日本において、国立大学の入学試験で行われていた制度区分。1979年（昭和54年）からの大学共通第1次学力試験導入に伴い廃止された。

## 概要
第二次世界大戦後の学制改革によって1949年に発足した新制国立大学は、文部省により入学試験の日程が異なる一期校と二期校とに区分された。一期校と二期校は所在する都道府県の異なる国立大学が同期校となるように振り分けられ、試験日程は、一期校が3月上旬、二期校が3月下旬（一期校の合格発表後）に設定された。
一期校・二期校制度の目的は、受験生が首都圏・都市部の有名大学へ殺到することを防ぎ、大学進学の間口を広げることにあったが、実際には、一期校と二期校との間には学部の偏りがあり、優秀な受験生は一期校に集中していた。また、受験生は一期校と二期校をそれぞれ受験することが可能であったが、二期校の試験日程が一期校の合格発表後に組まれていたことも、必然的に一期校が第一志望、二期校は滑り止めという様相を生み、一期校合格者が二期校の入試を欠席することが多くなるなど、一期校と二期校の間の格差が序列化して学歴差別を助長すると指摘され、「二期校コンプレックス」という、二期校の学生が抱くとされる劣等感が問題視されるようになっていった。これらの問題を受け、1979年より大学共通第1次学力試験が導入され、国公立大学は原則1校受験となり、一期校・二期校制度は廃止された。

## 二期校コンプレックスと過激派
一期校・二期校制度が廃止されて大学共通第1次学力試験に代わるきっかけとなったのは、1972年（昭和47年）2月に発生したあさま山荘事件であるといわれ、事件を起こした連合赤軍の過激派学生の動機が二期校コンプレックスから派生したものと指摘されている。事件犯人らの多くは二期校の学生が占め、当時二期校であった横浜国立大学学長の越村信三郎は参考人として国会に呼ばれた際、横浜国立大学に過激派が多い原因は、強いて言えば二期校コンプレックスであると述べた。
1972年4月5日の第68回国会衆議院文教委員会でも二期校コンプレックスが取り上げられ、塩崎潤は、二期校コンプレックスが学園紛争につながり、連合赤軍のような問題を起こすまでになっていると言われているため、文部行政として一期校と二期校という問題を解決する必要があり、このような条件を無くすことで学園紛争を少なくすることができないかと述べ、これに対して文部大臣の高見三郎は、二期校コンプレックスを解決させるために国立大学の入試は1回の共通テストで行うという形式にすれば良いのではないかと回答した。文部省大学学術局長の木田宏は、1回で国立大学の入試を行って良いのかと思うし、数回に分けるということの是非も伴うが、今回の議事のことも含めて検討を進めると述べた。

## 一期校・二期校の区分
一期校・二期校の区分は、制度の開始から廃止までの間ほぼ固定されており、概ね、一期校は戦前からの旧制大学（帝国大学や官立大学）を前身に持つ比較的歴史の長い大学が多く、二期校は旧制大学より下位の高等教育機関であった旧制高等学校・旧制専門学校・師範学校などが前身の新制大学を中心に指定された。しかしながら仔細には他大学との地域バランスから一期校指定された地方国立大学や、一期校落ちの優秀学生が成績上位層に集まって学生の実力が評価された二期校の大学が存在したことから、必ずしも序列を意図した編成ではなく、かつその序列が固定化されたわけではないことが分かる。特に大都市圏で高い人気を集めるいくつかの学校は「二期校の雄」と呼ばれた。
なお、1970年代に相次いで地方に新設された医学系単科大学は、当該県に既存の大学とは異なるグループに配された。例えば、静岡大が二期校なので浜松医科大は一期、宮崎大が一期校なので宮崎医科大は二期という具合である。
参考として以下に1949年および1977年（昭和52年）の入試における区分を記す（太字は戦前までに設立された旧制大学が前身の大学）。なお、下記はあくまで”1977年時点で”ということであり、（筑波大学の前身である）東京教育大学などはそれ以前から一期校であったし、東京農工大学、東京学芸大学、電気通信大学などはそれ以前から二期校であった。

### 1949年
一期校
北海道大学、岩手大学、東北大学、東京大学、東京農工大学、東京工業大学、東京芸術大学、東京教育大学、一橋大学、電気通信大学、新潟大学、金沢大学、福井大学、名古屋大学、愛知学芸大学（現・愛知教育大学）、三重大学、京都大学、京都学芸大学（現・京都教育大学）、奈良学芸大学（現・奈良教育大学）、大阪大学、大阪外国語大学、神戸大学、島根大学、岡山大学、山口大学、徳島大学、高知大学、九州大学、福岡学芸大学（現・福岡教育大学）、長崎大学、宮崎大学
二期校
室蘭工業大学、帯広畜産大学、小樽商科大学、北海道学芸大学（現：北海道教育大学）、山形大学、弘前大学、福島大学、茨城大学、宇都宮大学、千葉大学、お茶の水女子大学、東京学芸大学、東京医科歯科大学、東京外国語大学、群馬大学、埼玉大学、信州大学、横浜国立大学、富山大学、山梨大学、静岡大学、名古屋工業大学、岐阜大学、滋賀大学、京都工芸繊維大学、奈良女子大学、大阪学芸大学（現・大阪教育大学）、和歌山大学、鳥取大学、広島大学、香川大学、愛媛大学、九州工業大学、佐賀大学、熊本大学、大分大学、鹿児島大学

### 1977年
一期校
北海道大学、岩手大学、東北大学、東京大学、筑波大学、東京芸術大学、千葉大学、お茶の水女子大学、東京工業大学、東京水産大学、一橋大学、新潟大学、富山医科薬科大学、金沢大学、浜松医科大学、名古屋大学、三重大学、滋賀医科大学、京都大学、奈良女子大学、大阪大学、神戸大学、鳥取大学、島根医科大学、岡山大学、広島大学、徳島大学、高知大学、九州大学、九州芸術工科大学、長崎大学、熊本大学、宮崎大学、琉球大学
二期校
北見工業大学、旭川医科大学、帯広畜産大学、小樽商科大学、北海道教育大学、室蘭工業大学、弘前大学、宮城教育大学、秋田大学、山形大学、福島大学、茨城大学、宇都宮大学、群馬大学、埼玉大学、電気通信大学、東京医科歯科大学、東京外国語大学、東京学芸大学、東京商船大学、東京農工大学、横浜国立大学、富山大学、福井大学、山梨大学、信州大学、静岡大学、愛知教育大学、名古屋工業大学、岐阜大学、滋賀大学、京都教育大学、京都工芸繊維大学、奈良教育大学、大阪外国語大学、大阪教育大学、神戸商船大学、和歌山大学、島根大学、山口大学、香川大学、愛媛大学、九州工業大学、福岡教育大学、佐賀大学、大分大学、宮崎医科大学、鹿児島大学